# Stazione di Sassuolo Terminal
La stazione di Sassuolo Terminal è una delle tre stazioni ferroviarie della città emiliana di Sassuolo. È capolinea della ferrovia Modena-Sassuolo, gestita da Ferrovie Emilia Romagna (FER). Si trova a breve distanza dalla stazione di Sassuolo Radici.

## Storia
La stazione fu aperta nel 1883 dalla società «Ferrovia Sassuolo Modena Mirandola Finale» (FSMMF), come capolinea della linea a scartamento ridotto Modena-Sassuolo.
Nel 1892, la città di Sassuolo fu raggiunta anche dalla linea ferroviaria Reggio Emilia-Sassuolo, a scartamento ordinario, gestita dalla Società Anonima per le Ferrovie di Reggio Emilia (SAFRE).
Con la conversione della linea Modena-Sassuolo allo scartamento ordinario nel 1932, le due stazioni furono collegate da un binario di raccordo, successivamente rimosso.
Nel dicembre 1986 a fianco della stazione venne inaugurato un ampio piazzale di interscambio ferro-gomma.
Dal 1º gennaio 2009, entrambe le stazioni sono gestite da Ferrovie Emilia Romagna (FER).
Dal 13 giugno 2022 al 9 dicembre 2023 la fermata è stata priva di traffico ferroviario, per via dei lavori di realizzazione di un sovrappasso ferroviario sull'ex Strada statale 467 di Scandiano, in sostituzione di un passaggio a livello, con la conseguente interruzione della circolazione ferroviaria tra Formigine e Sassuolo Terminal.
Dall'8 giugno al 5 settembre 2025 la stazione è nuovamente priva di traffico ferroviario, a seguito di lavori infrastrutturali.

## Strutture e impianti
I binari sono serviti da marciapiedi alti (55 cm), che consentono l'incarrozzamento a raso. Non sono presenti sottopassi.
Il sistema di informazioni ai viaggiatori è sonoro e video.

## Movimento
La stazione è servita dai treni regionali di Trenitalia Tper in servizio sulla tratta Modena-Sassuolo, nell'ambito del contratto di servizio stipulato con la Regione Emilia-Romagna.
La bigliettazione è svolta da Seta S.p.A e Trenitalia Tper. Lungo i marciapiedi sono presenti obliteratrici.
A novembre 2019, la stazione risultava frequentata da un traffico giornaliero medio di circa 1598 persone (793 saliti + 805 discesi).